# 다니엘레 루가니
다니엘레 루가니(이탈리아어: Daniele Rugani, 1994년 7월 29일, 루카 ~ )는 AFC 아약스에서 수비수로 뛰는 이탈리아의 축구 선수이다.

## 클럽 경력

### 초기 경력
이탈리아 루카에서 태어난 루가니는 2000년에 6살에 나이에 엠폴리에서 축구 생활을 시작했다. 그는 2012년 8월에 세리에 A의 빅클럽 유벤투스로 임대가기전까지, 유소년팀에서 12시즌을 있었다. 유벤투스 입단후, 루가니는 프리마베라 (20세 이하팀)에 들어갔고 2012–13 시즌을 주전 선수로서 뛰었다.

### 유벤투스
유벤투스에서 성공적인 첫 시즌을 보낸후, 루가니를 2013년 7월 31일에 유벤투스가 완전한 권리를 획득하였고 세리에 B 2013-14 시즌을 앞두고 장기임대를 통하여 엠폴리로 복귀하였다. 겨우 20살에 나이에 불가했던 루가니는 40경기에 출전하여 2골을 넣었고 클럽의 승격을 이룬 시즌에 핵심 수비수로 활동하였다. 팀은 2위로 시즌을 마쳤고 게다가 우승팀 팔레르모와 함께 세리에 A로의 자동 승격권을 얻었다. 2014년 6월 18일, 두 클럽은 공동 소유 계약과 함께 세리에 A 2014-15 시즌에 엠폴리 임대와 함께 계약을 새롭게 맺었다.

## 국가대표팀 경력
루가니는 2010년부터 다양한 연령대의 이탈리아 축구 국가대표팀으로 활약했다. 그는 2014년 3월 5일에 북아일랜드 대표팀을 상대로 이탈리아 U-21 첫 출전을 하였다. 그는 첫 골을 넣었고 2-0 승리를 거뒀다.

## 수상

### 클럽
유벤투스
- 세리에 A (5): 2015–16, 2016–17, 2017–18, 2018–19, 2019-20
- 코파 이탈리아 (3): 2015–16, 2016–17, 2017–18
- 수페르코파 이탈리아나 (2): 2015, 2018

### 개인
- 세리에 B 올해의 선수 : 2014[5]
- 세리에 A 올해의 팀 : 2014–15[6]